# Poison Season
Poison Season è il decimo album in studio della band indie rock canadese Destroyer, pubblicato il 28 agosto 2015 da Merge Records e Dead Oceans Records. 
La prima canzone pubblicata di Poison Season, Dream Lover, è stata pubblicata su SoundCloud il 21 maggio 2015. La data di uscita dell'album, l'elenco dei brani e le illustrazioni sono state annunciate lo stesso giorno.
Una seconda canzone di Poison Season, Girl in a Sling, è stata pubblicata online l'8 luglio 2015. Lo stesso giorno è stato pubblicato il video musicale di Girl in a Sling, diretto da David Galloway. Il video taglia avanti e indietro tra le riprese di Bejar, che lavora in una camera oscura e canta nell'ombra, e tra le aree residenziali in rovina. 
L'album è stato inserito al numero 43 della lista dei migliori album dell'anno (2015) da Pitchfork Media

## Tracce
1. Times Square, Poison Season I – 2:33
2. Dream Lover – 3:48
3. Forces From Above – 5:51
4. Hell – 3:17
5. The River – 3:35
6. Girl in a Sling – 3:04
7. Times Square – 4:11
8. Archer on the Beach – 4:56
9. Midnight Meet the Rain – 3:24
10. Solace's Bride – 3:43
11. Bangkok – 5:14
12. Sun in the Sky – 5:33
13. Times Square, Poison Season II – 3:02